# اوبرپیرشاید
اوبرپیرشاید (به آلمانی: Oberpierscheid) یک شهر در آلمان است که در بیتبورگ-پروم واقع شده‌است.